# Argyrolepidia
Argyrolepidia är ett släkte av fjärilar. Argyrolepidia ingår i familjen nattflyn.

## Bildgalleri

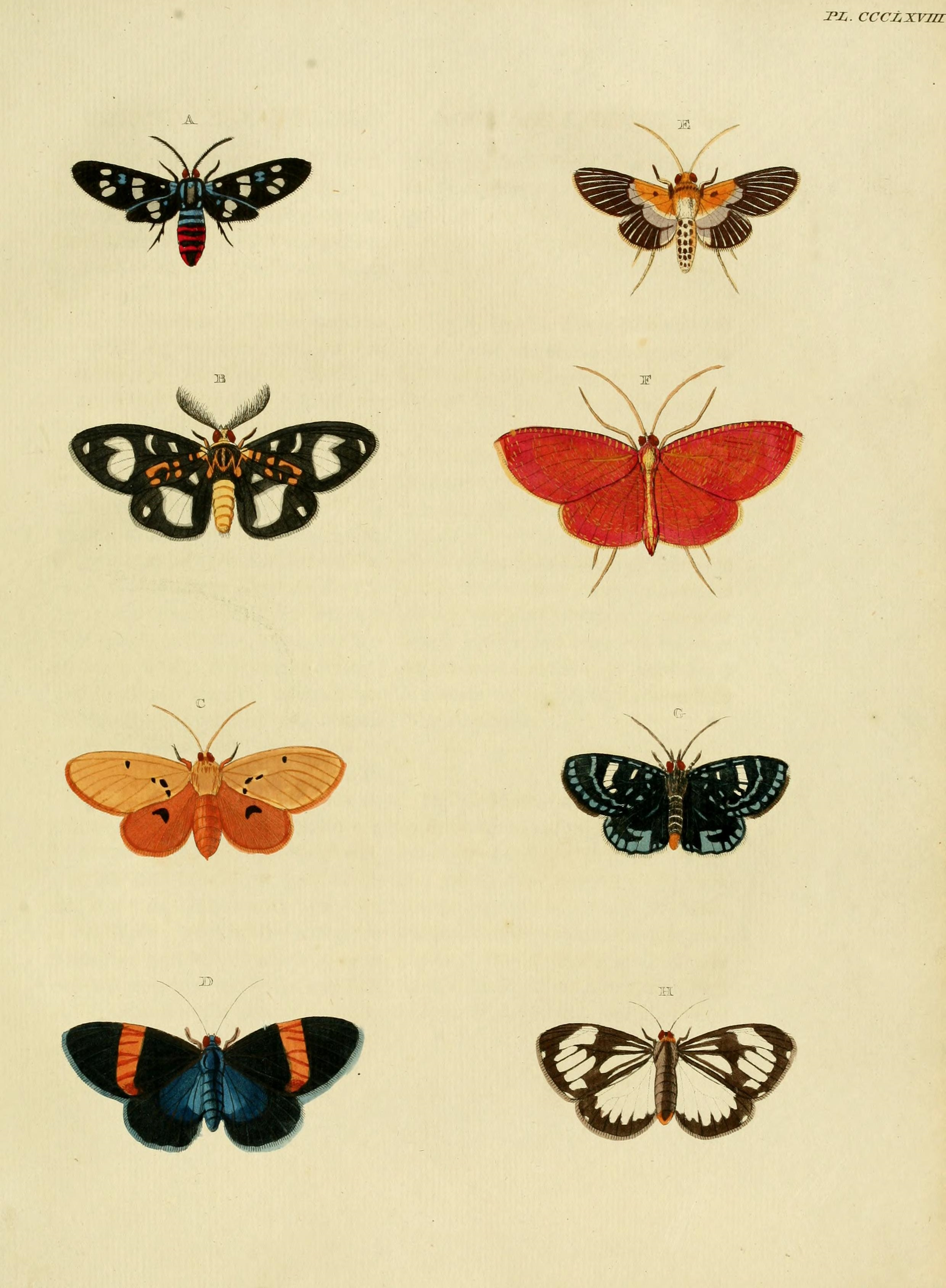
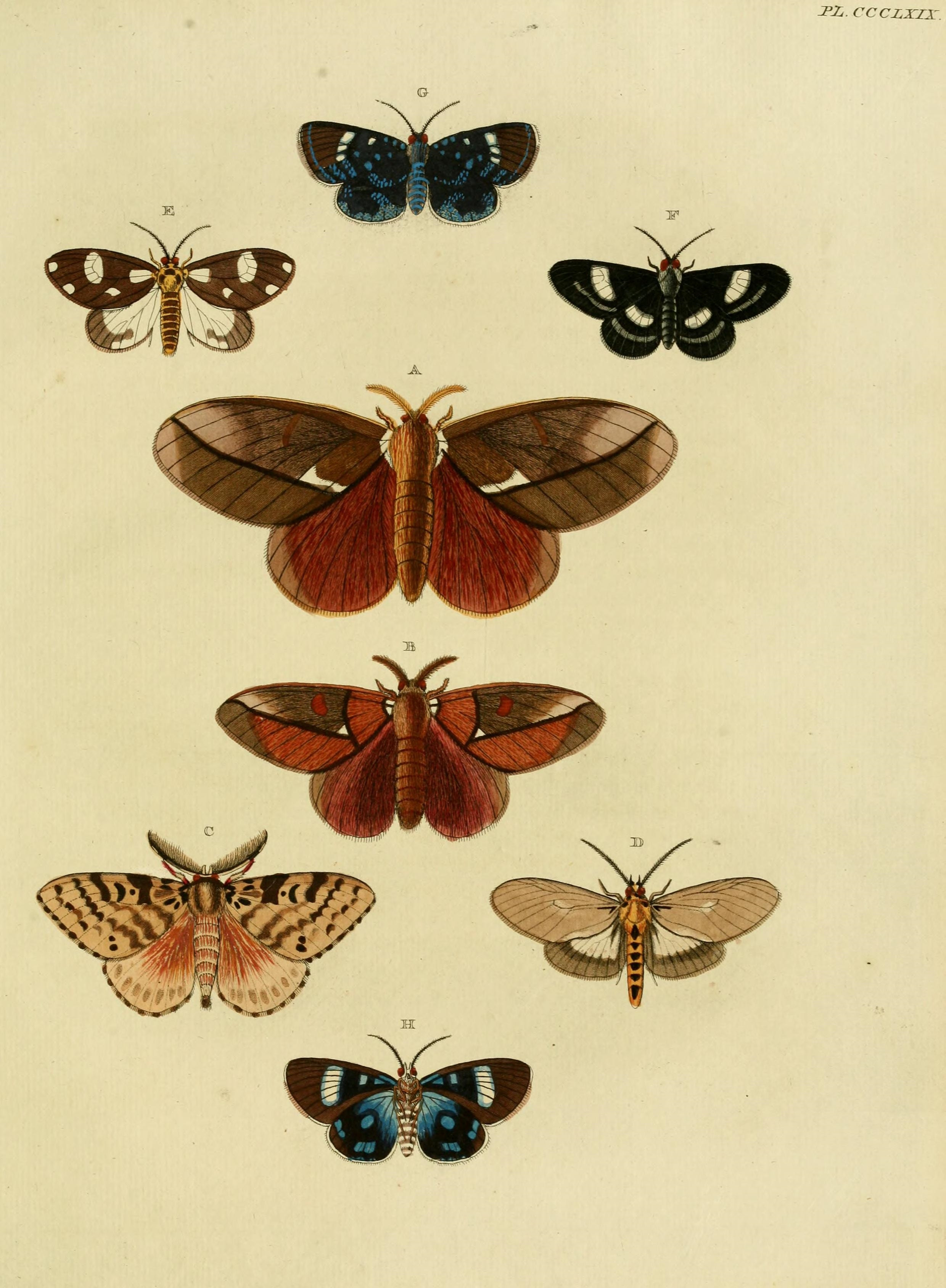

## Dottertaxa tillArgyrolepidia, i alfabetisk ordning[1]
- Argyrolepidia aequalis
- Argyrolepidia aethrias
- Argyrolepidia angustifascia
- Argyrolepidia aurea
- Argyrolepidia basiplaga
- Argyrolepidia caeruleotincta
- Argyrolepidia capiens
- Argyrolepidia cedarensis
- Argyrolepidia ceramensis
- Argyrolepidia cissia
- Argyrolepidia comma
- Argyrolepidia concisa
- Argyrolepidia cremor
- Argyrolepidia cyanobasis
- Argyrolepidia dohertyi
- Argyrolepidia eusebia
- Argyrolepidia fervida
- Argyrolepidia figurata
- Argyrolepidia fractus
- Argyrolepidia goldiei
- Argyrolepidia inconspicua
- Argyrolepidia integra
- Argyrolepidia intermedia
- Argyrolepidia leonora
- Argyrolepidia lunaris
- Argyrolepidia madina
- Argyrolepidia megisto
- Argyrolepidia mesotis
- Argyrolepidia micacea
- Argyrolepidia mutans
- Argyrolepidia neurogramma
- Argyrolepidia novaehiberniae
- Argyrolepidia ombiranus
- Argyrolepidia palaea
- Argyrolepidia pamphilia
- Argyrolepidia perisa
- Argyrolepidia pyraliformis
- Argyrolepidia repens
- Argyrolepidia resplendens
- Argyrolepidia restricta
- Argyrolepidia salomonis
- Argyrolepidia similis
- Argyrolepidia stevensi
- Argyrolepidia stilbalis
- Argyrolepidia tasso
- Argyrolepidia thoracophora
- Argyrolepidia unimacula